# بایانغول (اولان‌باتور)
'بایانغول  (به لاتین: Bayangol) یک منطقهٔ مسکونی در مغولستان است که در اولان‌باتور واقع شده‌است. بایانغول ۲۹٫۵ کیلومتر مربع مساحت و ۱۹۲٬۶۱۴ نفر جمعیت دارد.